# Leopold Fitzinger

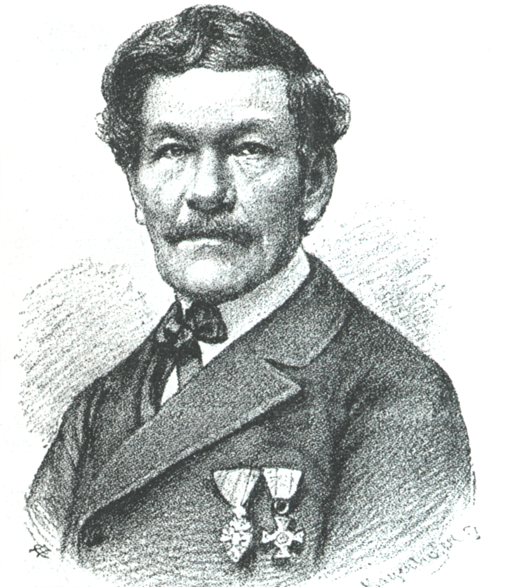
Leopold Fitzinger.

Leopold Franz Joseph Johann Fitzinger (Wenen, 13 april 1802 – Hietzing, 20 september 1884) was een Oostenrijks dierkundige (onder andere herpetoloog) en plantkundige.
Fitzinger studeerde plantkunde aan de Universiteit van Wenen onder Nikolaus Joseph von Jacquin. Tussen 1817 en 1861 werkte hij bij het Weense Naturhistorisches Museum, waarna hij directeur werd van de dierentuinen van München en Boedapest. 
Fitzinger bracht in 1826 Neue Classification der Reptilien uit, deels op basis van het werk van zijn vrienden Friedrich Wilhelm Hemprich en Heinrich Boie. In 1843 verscheen van zijn hand Systema Reptilium, over gekko's, kameleons en iguanas.
- Gemeinsame Normdatei: 116586516
- International Standard Name Identifier: 0000 0001 0947 3304
- Library of Congress Control Number: no2003104054
- Nationale Bibliotheek van Tsjechië: xx0188526
- Nationale Bibliotheek van Polen: a0000002226935
- Nederlandse Thesaurus van Auteursnamen: 263108007
- SNAC: w6pk1pz3
- Système universitaire de documentation: 188269444
- Virtual International Authority File: 767910
- WorldCat: E39PBJfWXqJmGFGFm63K89Xjmd